# ميلان ميتيتش
ميلان ميتيتش هو لاعب كرة قدم صربي في مركز الدفاع، ولد في 22 يناير 1984 في بلغراد في صربيا. لعب مع نادي بوليتكنيكا ياش ويونيفرسيتاتيا كرايوفا.

## وصلات خارجية
- ميلان ميتيتش على موقع قاعدة بيانات كرة القدم.إي يو (الإنجليزية)
- ميلان ميتيتش على موقع Soccerway.com (الإنجليزية)
- ميلان ميتيتش على موقع عالم كرة القدم.نت (الإنجليزية)